# Lista över flygplan i brittisk tjänst
Många flygplanstyper har tjänstgjort i Royal Air Force sedan det bildades år 1918 genom en sammanslagning av Royal Flying Corps och Royal Naval Air Service. Här kan man se en lista över RAF:s flygplan, de flygplan som har tjänstgjort och tagits ur tjänst och även de som för närvarande är i tjänst. Flygplanen listas i alfabetisk ordning efter deras RAF-typ namn och sedan i versionsordning inom den typen.

## Tjänstgöring inom RAF

### 0-9
- BAe 146 CC2 - Storbritannien
- Avro 504 - Storbritannien
- Avro 504K(NF) - Storbritannien
- Avro 504N -Storbritannien

### A
- Bell Airacobra I
- Fairey Albacore - Storbritannien
- Armstrong Whitworth Albemarle I, II, V, VI - Storbritannien
- Avro Aldershot III - Storbritannien
- Hawker Siddeley Andover C1, CC2, E3 - Storbritannien
- Avro Anson I, X, C11, XII, C19, T21 - Storbritannien
- Armstrong Whitworth Argosy C1, E1 - Storbritannien
- Fairchild Argus -Storbritannien
- Armstrong Whitworth Atlas - Storbritannien
- Hawker Audax - Storbritannien
- British Taylorcraft Auster I, III, IV, V, AOP 6, AOP 9 - Storbritannien

### B
- Boulton Paul Balliol T2 - Storbritannien
- Martin Baltimore I, II, III, IV, V - Storbritannien
- Beagle Basset CC 1 Storbritannien
- Fairey Battle I, II, III, V -Storbritannien
- Royal Aircraft Factory BE.2 a, b, c, d, e
- BE3
- BE4
- BE8
- BE8a
- BE12
- BE12a
- BE12b
- Bristol Beaufighter I,II,VI,X,XI
- Bristol Beaufort I,II
- Be 17 - Beechcraft 17 Travelaire - USA - Tvåmotorigt - lätt transportflyg
- Short Belfast C1 - Storbritannien
- Bristol Belvedere - Storbritannien Tvårotorig transporthelikopter
- Blackburn Beverley - Storbritannien Militärt transportplan
- Avro Bison - Storbritannien
- Bristol Blenheim I, IV,V - Storbritannien
- Bristol Bombay - Storbritannien
- Douglas Boston I, II, III, III (Turbinlite), IV, V
- Blackburn Botha I  - Storbritannien Torpedo bombflygplan
- Bristol Brigand B1, Met 3
- Bristol F2b Fighter
- Bristol Scout
- Bristol Britannia C1, C2
- Blackburn Buccaneer S2
- Bristol Buckingham
- Bristol Buckmaster
- Brewster Buffalo I
- Scottish Aviation Bulldog II (modern skolflygplan)
- Bristol Bulldog (pre-WW2 fighter)

### C
- Boeing C-17 Globemaster III
- Sopwith Camel
- Fairey Campania
- English Electric Canberra B2, PR3, T4, B6, PR7, B(I)8, PR9, T11, B15, E15, B16, T17, TT18, T19
- Consolidated PBY Catalina I,II,III,IV - USA
- Caproni Ca 42 (served for 1 month) -  Italien
- Caudron G II, III, IV
- Boeing-Vertol Chinook HC1, HC2, HC2A, HC3
- de Havilland Chipmunk T10
- Cierva C.30
- Saro Cloud
- Handley Page Clive
- Cody V
- de Havilland Comet (transportflyg) C2, C2(RC), C4
- Consolidated PB2Y Coronado I - USA
- Sopwith Cuckoo
- Curtiss JN 3
- Curtiss JN 4
- Curtiss H12
- Curtiss H16
- General Aircraft GA42 Cygnet

### D
- Douglas Dakota - USA Tvåmotorigt - transportflyg
- Douglas DC-2
- Boulton Paul Defiant I, II, III
- Hawker Demon
- de Havilland Devon C1, C2
- de Havilland DH 4
- de Havilland DH 5
- de Havilland DH 6
- de Havilland DH 9
- de Havilland DH 9A
- de Havilland DH 10
- de Havilland DH 10A
- Sopwith Dolphin
- de Havilland Dominie (DH 125)
- de Havilland Don
- de Havilland Dragon (DH 84)
- Westland Dragonfly HC2
- de Havilland Dragon Rapide (DH 89)

### E
- Lockheed L-10 Electra - USA - Tvåmotorig -  transportflyg
- Martinsyde Elephant
- Armstrong Whitworth AW27 Ensign
- Airspeed Envoy
- Beech Expediter I - USA
- de Havilland Express (DH 86)

### F
- Fairey III A, B, C, D, F
- Fairey Fawn
- Royal Aircraft Factory F.E.2 a, b, d
- FE8
- Felixstowe F2A, F3
- Felixstowe F5
- de Havilland Flamingo (DH 95)
- Ford Trimotor 5-ATD
- Boeing Fortress I, II
- Fairey Fox
- de Havilland Fox Moth (DH 83)
- Fairey Firefly
- Fairey Fulmar II
- Hawker Fury I, II

### G
- Gloster Gamecock I
- Westland/Aerospatiale Gazelle HCC4
- Gloster Gauntlet I, II
- de Havilland Genet Moth
- de Havilland Gipsy Moth (DH 60)
- Gloster Gladiator I, II
- Folland Gnat T1
- Grumman Goose - USA - Tvåmotorigt - Sjöräddning
- Fairey Gordon I, II
- Gloster Grebe II
- Bell Griffin HT1, HAR2 - USA
- Vega Gull

### H
- Handley Page Hadrian
- Handley Page Halifax I, II, III, V, VI, VII, A7, VIII, A9
- Hamble Baby
- Hamble Baby Convert
- Handley Page Hampden I
- Hawker Hardy
- Hawker-Siddeley Harrier GR1, GR3 Storbritannien - Enmotorigt, jet, VTOL
- BAe/McDonnell Douglas Harrier II GR5, GR7, GR7A, GR9, GR9A, T10 - Enmotorigt, jet VTOL
- Handley Page Harrow I, II
- Hawker Hart
- North American Harvard I, II, IIA, IIB, III - USA
- Handley Page Hastings C1, C2, C4, Met 1
- Douglas Havoc I, I(Turbinlite), II, II (Turbinlite) - USA - Tvåmotorigt - Attack
- British Aerospace Hawk T1, T1A, T1W
- Heck III
- Hawker Hector
- Handley Page Hendon II, III
- Hawker Henley
- Lockheed Hercules C1, C3, C4, C5 - US - Lockheed - Fyrmotorigt, transportflyg
- Handley Page Hereford
- de Havilland Heron C4
- Handley Page Heyford I, II, III
- Hiller HTE-2 - USA - Helicopter
- Handley Page Hinaidi
- Hawker Hind
- de Havilland Hornet F1, F3
- de Havilland Hornet Moth (DH 87)
- Hawker Horsley
- Sikorsky Hoverfly I,II
- Handley Page H.P.42 - Imperial Airways
- Hawker Siddeley HS 125 CC1, CC2, CC3
- Lockheed Hudson I, II, III, IV, V, VI - USA - Tvåmotorigt - transportflyg
- Hawker Hunter F1, F2, F4, F5,F6, FGA9, FR9
- Hawker Hurricane I, II, IV
- Handley Page Hyderabad
- de Havilland Hummingbird

### I
- Blackburn Iris III,V

### J
- SEPECAT Jaguar GR1, GR1A, GR1B, GR3, GR3A, T4
- Gloster Javelin FAW1, FAW2, FAW3, FAW5, FAW6, FAW7, FAW8, FAW9
- BAC Jet Provost
- BAe Jetstream

### K
- Blackburn Kangaroo
- Curtiss Kittyhawk I, II, III, IV - USA - Enmotorigt -[ USAA Desig. P-40]

### L
- Avro Lancaster I, PR1, II, III, GR, ASR3, VI, VII, B7, X
- Avro Lancastrian C2
- Saro Lerwick I
- de Havilland Leopard Moth (DH 85)
- Consolidated Liberator I, II, III, IV, V, VI, VII, VIII, IX - USA - Consolidated Vultee -Fyrmotorigt - bombare
- English Electric Lightning F1, F1A, F2, F2A, F3, F6
- Avro Lincoln B2
- Lockheed 12
- Lockheed 14
- Lockheed Lodestar (usually known as Ventura in service) - USA - Tvåmotorigt - transportflyg
- Saro London I, II
- Westland Lysander I, II, III

### M
- Miles Magister
- Avro Manchester I, IA
- Handley Page Marathon
- Martin Marauder I, II, III - USA - Tvåmotorigt - lätt attack/bombflygplan
- Martin Mariner I
- Miles Martinet
- Martinsyde S1
- Martinsyde G100
- Martinsyde G102
- Martin Maryland
- Miles Master I, II, III, Fighter
- Miles Mentor
- Miles Messenger
- European Helicopter Industries Merlin HC3
- Gloster Meteor I, III, F3, F4, F8, FR9, PR10, NF11, NF12, NF13, NF14
- North American Mitchell II, III - USA - Tvåmotorigt - bombflygplan
- Curtiss Mohawk III, IV - USA - Enmotorigt - pursuit  (see Curtis Kittyhawk)
- Morane BB
- Morane H
- Morane I
- Morane L
- Morane LA
- Morane N
- Morane P
- Morane V
- de Havilland Mosquito II, IV, VI, VII, IX, XII, XIII, XV, XVI, XVII, XVIII, XIX, XX, B20, XXV, B25, FB26, XXX, NF30, XXXII, XXXIV, PR34, XXXV, B35, PR35, XXXVI, NF36 - Storbritannien - Tvåmotorigt - attack, recon -
- de Havilland Moth & Moth Major(DH 60)
- de Havilland Moth Minor (DH 94)
- North American Mustang I, II, III, IV - USA - North American Aviation - Enmotorigt - pursuit

### N
- Lockheed Neptune MR1
- Nieuport Nighthawk (trial only)
- Miles Nighthawk
- Nieuport Nightjar
- BAE Nimrod MR1, MR2, R1, AEW3 - Fyrmotorigt jet maritime patrol aircraft and failed British AWACS design
- Northrop N3P-B - USA

### O
- Boulton Paul Overstrand
- Airspeed Oxford I, II, V

### P
- Parnall Panther
- Hunting Percival Pembroke C1, C(PR)1
- Percival Q6
- Blackburn Perth
- McDonnel Douglas Phantom FG1, FGR2, F-4J[Storbritannien] - USA - Lockheed - Tvåmotorigt, jet, fighter
- Phoenix
- Scottish Aviation Pioneer CC1
- Percival Prentice T1
- Percival Proctor I, II, III, IV
- Percival Provost
- Westland/Aerospatiale Puma HC1
- Sopwith Pup
- de Havilland Puss Moth (DH 80)

### R
- Short Rangoon
- Royal Aircraft Factory R.E.8
- Vultee-Stinson Reliant (known as AT-19) - USA - Enmotorigt - skolflygplan
- Blackburn Roc
- Avro Rota I, II - Autogyro

### S
- North American Sabre F4 - USA - Enmotorigt, jet, jaktplan
- Salamandar
- Saro A7
- Supermarine Scapa
- Scion Senior
- Neiuport Scout
- Royal Aircraft Factory S.E.5a
- Short Seaford (trials only)
- Gloster Sea Gladiator
- British Aerospace Sea Harrier
- Westland Sea King HAR3, HAR3A
- Fairey Seal
- Supermarine Sea Otter
- Raytheon Sentinel - ASTOR
- Vultee-Stinson Sentinel - USA
- Boeing E-3 Sentry AEW1 - USA - Boeing - Fyrmotorigt, jet - Patrol/Recon - aka AWACS
- Avro Shackleton MR1, MR2, AEW2, MR3
- Boulton Paul Sidestrand
- Short Singapore II, III
- Armstrong Whitworth Siskin II III, IIIA
- Bell H-13 Sioux
- Saro Skeeter
- Douglas Skymaster I - USA
- SM 73P
- SM 79K
- Sopwith Snipe - Storbritannien
- Supermarine Southampton - Storbritannien
- SPAD S.VII - FR
- SPAD S.XIII - FR
- Supermarine Spitfire C,  D,  I,  II,  IV,  V,  VI,  PR VII, VII,  VIII, IX X, XI,  XII, XIV, 14,  XVI, 16,  XVIII, 18, XIX, PR19, F21, F22 - Storbritannien - Enmotorigt - pursuit
- Stampe SV 4B
- Short Stirling I, III, IV, V
- Supermarine Stranraer
- Short Sunderland I, II, III, V, GR5
- Supermarine Swift F1, F2, FR5
- Fairey Swordfish I, III
- Bristol Sycamore HC11, HC12, HC13, HC14

### T
- Taylorcraft Plus C, C1, D
- Hawker Tempest II, F2, V, VI, F6
- Republic Thunderbolt I, II - USA - Republic Aviation - Enmotorigt
- de Havilland Tiger Moth I, II, Queen Bee
- Curtiss P-40 Warhawk I, II - USA - Enmotorigt - pursuit (see Curtiss Mohawk, Kitthawk)
- Hawker Tomtit
- Panavia Tornado GR1, GR1A, GR1B, GR4, GR4A, F2, F3
- Lockheed L-1011 TriStar C1, KC1, C2, C2A - USA - Tremotorigt , jet, transportflyg/tankning
- Shorts Tucano
- Avro Tutor
- Grob Tutor T1
- Scottish Aviation Twin Pioneer CC1, CC2
- Twin Squirrel HCC1
- Hawker Typhoon I
- Eurofighter Typhoon T1

### V
- Handley Page V/1500
- Vickers Valentia
- Vickers Valetta C1
- Vickers Valiant B1, B1(K), B(PR)1, B(PR)K1
- de Havilland Vampire F1, F3, FB5, FB9, NF 10
- Vickers Varsity T1
- Vickers VC10 C1, C1(K), K2, K3, K4 - Storbritannien - Fyrmotorigt, jet transportflyg
- Vega Gull - USA
- Vultee Vengeance I, II, III, IV - USA
- de Havilland Venom FB1, NF2, NF3, FB4
- Lockheed Ventura I, II, V (Lodestar in civilian service) - USA - Tvåmotorigt - transportflyg
- Vickers Vernon
- Handley Page Victor B1, B1A, K1, K1A, B2, B2R, B2(SR), K2
- Vickers Victoria
- Vultee-Stinson Vigilant - USA
- Vickers Vildebeest I, II, III, IV
- Vickers Vimy
- Vickers Viking
- Vickers Vincent
- Vickers Virginia II, III, IV, V, VI, VII, VIII, IX, X
- Avro Vulcan B1, B1A, B2, B2A, B2(MAA), B2(K)

### W
- Westland Wallace
- Westland Walrus
- Supermarine Walrus
- Westland Wapiti
- Vickers Warwick I, III, V
- Boeing Washington B1 - USA - Fyrmotorigt - Strategisk bombare
- Westland Welkin
- Vickers Wellesley
- Vickers Wellington I, II, III, IV, VI, VIII, X, XI, XIII, XIV, XVI
- Westland Wessex HC2, HAR2, HCC4, HU5C
- Westland Whirlwind (jaktflygplan) I, II
- Westland Whirlwind (helikopter) HAR2, HAR4, HAR10, HCC12
- Armstrong Whitworth Whitley I, II, III, IV, V, VII
- Miles Whitney Straight A, B
- Foster Wikner Warferry (Foster Wikner Wicko)
- Hawker Woodcock II

### Y
- Avro York C1

## Erövrade eller internerade flygplan
Erövrade eller internerade flygplan som flögs av RAF vid något tillfälle.
- Dornier Do 22 - DE
- Focke-Wulf Fw 190
- Fokker F.XXII - DE
- Fokker T.VIIIw/G - DE
- Heinkel He 111
- Heinkel He 115
- Junkers Ju 52 - DE
- Junkers Ju 53m - DE
- Junkers Ju 88 - DE
- Koolhoven FK43 - DE
- Messerschmitt Aldon (Bf 108) - DE
- Messerschmitt Bf 109 F - DE
- Messerschmitt Bf 110C - DE

## Före-RAF
Följande flygplanstyper flögs av RFC eller RNAS men fasades ut före skapandet av RAF:
- Avro Type E
- Avro Type Es
- BE1
- Royal Aircraft Factory B.E.2 a, b, c, d
- Blériot XI
- Blériot XXI
- Blériot Parasol
- Breguet Biplane
- Bristol Boxkite
- Bristol Coanda Monoplane
- Bristol M1B
- Bristol M1C
- Bristol Prier Monoplane
- Deperdussin Monoplane - FR
- DH 1A
- Airco DH.2
- Farman F40
- Farman
- Henry Farman III
- Henry Farman Biplane
- Henry Farman F20
- Henry Farman F27
- Armstrong Whitworth FK3
- Armstrong Whitworth FK8
- Handley Page O/100
- Handley Page O/400
- HP 42
- Farman MF 7 Longhorn
- Nieuport Monoplane
- Nieuport 11
- Nieuport 12
- Nieuport 16
- Nieuport 17
- Nieuport 20
- Nieuport 23
- Nieuport 24
- Nieuport 27
- RE1
- RE5
- RE7
- SE2
- SE2a
- Royal Aircraft Factory S.E.5
- Short 184
- Short 320
- Short bombflygplan
- Short R.24
- Short R.31
- Short S.23M
- Short S.26M
- Shorthorn
- Sopwith 1-1/2 Strutter
- Sopwith 3-Seater
- Sopwith Baby
- Sopwith Tabloid
- Sopwith Triplane
- Vickers Boxkite
- Vickers FB 'Gun Carrier'
- Vickers FB 5
- Vickers FB 9
- Vickers ES 1
- Vickers FB19 MkII
- Voisin LA
- Voisin LA.S
- Wright Converted

## Träningsglidflygplan
Följande glidflygplan flögs av RAF:s träningsdivisioner:
- Kirby Cadet
- Grasshopper Primary Glider
- Slingsby T21 Sedburgh
- Slingsby Venture
- Grob Vigilant T1 - Självstartande motorsegelflygplan
- Grob Viking TX 1